# 司馬喜 (戰國)
司馬喜（？—？），衛國人，任中山國相邦，為中山成公、中山王𰯼、中山王𫲨𧊒三朝大臣。

## 生平
司馬喜初仕宋国，不知犯下何罪被宋人打斷膝蓋骨，因不得志而離開了宋国，來到中山國。

### 仕中山
司馬喜到達中山國時，正值中山成公後期，成公死後，中山王𰯼初即位（前328年），而王𰯼時「幼童未通智，唯傅姆是從」，数年才親政。時中山国大臣季辛也与司馬喜不和，司馬喜等知季辛和爰騫有仇，就暗中派殺手殺死爰騫，然後嫁禍給季辛，中山國君認為是季辛所為，便将季辛誅滅。此後，司馬喜成為相邦，取代了樂池的地位，並被封為藍諸君。
在前323年時，魏惠王採用犀首公孫衍的計策，推行“五国相王”，和韓宣惠王、趙武靈王、燕易王、中山王𰯼互相承認王的称号。但是，中山称王此事惹恼了齊國。齊國以齊是萬乘大国，中山只是千乘小国，居然称起王來感到不滿，杜絕和中山的外交往来，並声称願意割讓平邑与燕、趙等国一同討伐中山。
中山國得到這個消息後，感到担心。此時，司馬喜的門客張登出謀劃策，問道：「略下担心什麼呢？」司馬喜說：「齐国強大，是万乘之邦，對與中山同等稱号感到羞耻，如今不惜割地賄賂燕、趙兩国，以出兵共同攻打我國。燕、趙兩國貪圖王位和土地，我恐怕他們不會幫助我國。如此，重則危害到國家命運，輕則也會廢除王位，又怎能不令我擔憂呢？」張登說：「我能請令燕、趙兩國堅定的幫助、支持我國稱王，直到王國穩固為止，閣下願不願意聽呢？」司馬喜回答：「當然。」張登說：「現在請閣下您扮演齊王，而由我來嘗試說服您。如果可行，就可以實現。」司馬喜說：「願聞其詳。」張登說：「大王之所以不惜割地來賄賂燕、趙兩國，以便共同出兵攻打中山，目地是為了廢去中山的王號吧。大王會說：『是的。』然而大王這樣不僅耗費大而且危險！大王割地賄賂燕、趙兩國等於增強敵人力量；出兵攻打中山更是挑起戰端。大王做了這兩件事，向中山提出的要求未必能能夠達到。假如大王能如果採用臣的方法，不必割地也不必發兵，中山的稱號就能輕易地廢除。大王必定會問：『先生的方法又是什麼呢？』」司馬喜問：「是啊，先生的方法究竟是什麼呢？」張登說：「大王派遣特使，告訴中山國君：『寡人之所以關閉隘口不讓使節經過，是為了讓中山能單獨與燕、趙等國一同稱王，而寡人不介入其間的緣故，所以才封鎖了隘口。如果中山國君願屈駕親自來見寡人，寡人也願意支持中山君。』中山擔心燕、趙不站在自己一邊，如今齊國聲稱『將會支持中山王』，中山一定會離開燕、趙，與大王相見。燕、趙知道此事後，氣憤之下會與中山斷絕邦交，這時大王也和中山斷絕邦交，這樣中山就孤立了。孤立了怎麼可能不廢除王號呢？用這種言辭遊說齊王，閣下認為齊王會聽嗎？」藍諸君說：「假如這樣的話的確會聽，但這是廢除王號的方法，又怎麼保全王號呢？」張登說：「這算是王號保全下來的方法啊！齊國用這種言辭前來，將這些言辭告訴燕、趙兩國而不要倒向齊國，以加深與燕、趙的友誼。燕、趙兩國必定會說：『齊國想割讓平邑來賄賂我們，目地不是要廢除中山的王號，只是想要離間我們和中山的關係，而加深自己與中山的關係而已。』即使有一百個平邑，燕、趙兩國也一定不會接受！」司馬喜恍然大悟說：「妙計。」
於是，司馬喜將張登推薦給王𰯼，王𰯼於是召見他來，問說：「寡人想要建立王號，可是齊國對趙國和魏國說對與寡人一同稱王而感到羞恥，準備共同討伐寡人。寡人擔心他們是要滅亡我國，而不是要撤除我國的王號。除了先生以外誰也沒辦法救我啊！」張登說：「請國君為我準備厚重的禮車和金錢，我請求面見田嬰。」王𰯼就派遣他前往齊國。張登見到了田嬰，說：「我聽說，您想要廢除中山的王號，必定與趙國和魏國討伐中山，這是大錯特錯的事啊！像中山這樣的小國，動用三國的兵力去討伐它，中山對於即使超過廢除王號的要求，都會聽從！而且中山國恐懼，必定會因為趙、魏兩國要廢除其王號而一心一意的依附於他們。這樣是齊國為趙、魏兩國驅趕羊群給他們吃，對齊國沒有好處。怎麼比得上中山廢除王號而使中山服侍齊國呢？」田嬰問：「那怎麼辦？」張登說：「現在您可召請中山國君前來，和他見面後允許同意其稱王，中山必定會高興從而斷絕趙、魏兩國來往。趙、魏發怒而攻打中山，中山危急而且知道您羞與其稱王，如此中山必定恐懼，為了你的緣故廢除王號而侍奉齊國。他擔心失去他的國家，這樣您廢除他的王號而保存他的國家，比為趙、魏兩國驅羊好多了。」田嬰說：「就這樣吧。」齊臣張丑說：「不能！據臣所知，慾望相同或憂患相同的人憎恨和親愛也相同。現在五國同時稱王，唯獨齊國不肯承認。各國共同的欲望都是稱王，共同的憂患都是齊國。現在召見中山前來，允許他稱王，這等於剝奪四國做有利於齊國的事。允許中山而堵塞了四國，會使四國寒心，必定會同意中山稱王而且故意和中山親近，這是閣下您得到了中山而失去了四國。而且張登的為人，最善於向中山君提供陰謀詭計了，很難相信他是為了齊國利益的考慮。」田嬰不聽取他的意見。果然召見了中山國君，並允許其稱王。於是張登就對趙、魏兩國說：「齊國想要討伐兩國的河東。我是怎麼知道的呢？因為齊國為中山和他一同為王而感到羞恥，現在召見中山，允許可稱王，這是想要動用中山的兵力。貴國怎麼不搶先讓中山稱王，來阻止他們的會晤呢？」趙、魏兩國接受了建議，果然和中山親近。中山也果然斷絕了齊國，而親近趙、魏兩國。因此，中山國君𰯼稱了王，並得到了各國的承認。

### 成為相邦
當司馬喜謀求相位之時，王𰯼的妃子陰姬厭惡他。這時田簡對他說：「趙國使者來探聽情報時，為什麼不把陰姬的美貌告訴趙使呢？趙國知道後必定會請求把陰姬給他們，假如國君把她送給趙國，那麼您在朝中就沒人非難了。假如國君不把她送給趙國，您就趁機勸國君將她立為王后，這樣陰姬將對您的恩德感激不盡。」此時，陰姬和江姬正在爭奪王后的位置，司馬喜對陰姬的父親說：「如果事情成功了，就會擁有土地和子民；如果不成功，恐怕連性命也不保。假如您想要成功，為什麼不來找我呢？」陰姬的父親叩頭說：「正如像您所說的那樣，這件事很難預料。事成之後，不用說我一定會重重的答謝您的。」於是司馬喜就上書王𰯼說：「臣知道使趙國弱小而中山強大的方法。」王𰯼看了很高興，立刻召見他，問說：「寡人願意聽聽你的弱趙強中山的方法。」司馬喜說：「臣願意先前往趙國，觀察其地形險要，人民生活情況和君臣是否賢能，以比較敵人的情況為依據，不能預先說沒有根據的陳述。」中山王就派他前往趙國。
司馬喜見到趙武靈王說：「我聽說趙國是天下善於出產能歌善舞美女的地方。現在我來到貴國，進入大街小巷，觀察一下人民的歌謠風俗、容貌姿色，實在沒有發現特別漂亮的。我去過的地方很多，周遊列國沒有不知道的，從來沒看到過像中山簡姬那樣亮的美女。不知道的人還以為她是天仙，即使竭盡全力描述都無法形容她的美。其容貌姿色肯定無人能比。如果以她的眼眉、鼻子、臉蛋、眉宇、額角來衡量，証明了她真是應為帝王之后，絕不是只當諸侯的妃子。」武靈王聽了有些動心，高興地說：「寡人想要她，如何？」司馬喜說：「我只是私下看到她的美貌，嘴巴不知不覺就說出來罷了。如果大王想要娶她，這不是我敢議論的，希望大王不要把此事泄漏出去。」
司馬喜回國後，報告王𰯼說：「趙王並非賢君。因為他不重道德而喜歡聲樂女色；不好仁義而好勇猛和武力。我聽說趙王想要陰姬的事。」王𰯼很生氣。司馬喜說：「趙國是個強國，請求陰姬是一定會的。大王如果不給，那麼社稷就危險了；如果給他，那就要被天下諸侯恥笑。」王𰯼問：「那可怎麼辦？」司馬喜說：「大王馬上立陰姬為王后，如此就能杜絕趙王的想法。因為世間只有人要娶妻妾的，沒有人要娶別人的王后的。即使提出請求，鄰國也不會答應的。」於是，中山王就立陰姬為王后，趙王見狀也再沒有再提及陰姬的事。田簡自認這樣能說服趙使，也可以幫助司馬喜，又可以幫助陰姬得到王后之位，還可以使趙王不能求娶陰姬。
司馬喜暗中請求趙國為自己謀求相位的事被公孫弘得知。某次王𰯼外出巡視，由司馬喜擔任御夫，公孫弘擔任參乘。公孫弘乘機說：「作為人臣的，假借大國的威武，為自己謀求相位，君主認為此人怎樣呢？」王𰯼說：“我要吃他的肉，不分給別人吃！」司馬喜一聽到，立刻在馬車的橫木上叩頭說：「臣己知臣的死期將要到了。」王𰯼問：「為何？」司馬喜答：「因為臣犯了死罪！」王𰯼說：「繼續駕車吧，寡人明白了。」過了一段時間，趙國使者果然來到，為司馬喜請求相位。王𰯼懷疑是公孫弘設的陷阱，公孫弘恐懼被殺害而出逃了。於是，司馬喜成為了相邦。

### 以後
前314年，燕國太子平發動叛亂攻擊子之，齊宣王趁機發兵攻打燕國，沒有受到多大的反抗，在50天內就佔領了燕國。中山國也趁機發兵攻燕，由司馬喜統帥大軍，一舉奪下數十城，開闢疆土數百里。後又在燕國與趙國一起迎立燕昭王（中山國銘文「定君臣之位，上下之体」。）。回國後，因功賜予「死罪三世無不赦」的特權，周天子及諸侯也遣使致賀。又根據王𰯼的命令，主持了鑄造重器祭天地祖先的大典。
後不久，王𰯼去世。臨死前將太子託付給他，並以影射的方式告誡他不要和趙國走得太近，即使建有大功也不要越權篡位。王𰯼在銅器上留下的銘文中，對司馬喜的才能和工作給於了高度的肯定，並多次稱“老”和“賢佐”。因新王尚且年幼，大權逐由司馬喜代管。因司馬喜是元老，所以被王𫲨𧊒尊稱為“仲父”。大概過幾年就老死了，享年約六十歲左右。
司馬喜喜好養士，曾在中山王面前和一些墨者對於“非攻”的主張進行過辯論。司馬喜說：「先生所主張的是非攻嗎？」墨者中的長者回答：「是的。」司馬喜問：「現在大王將要發兵攻打燕國，您也要非難大王嗎？」長者答：「那相邦是主張攻嗎？」司馬喜答：「是的。」長者問說：「那現在趙國將發兵攻打中山，相邦是否會去非難趙王呢？」司馬喜無言以對。
司馬喜所流傳下來的事跡不多。《戰國策·中山策》則有比較詳細的記載。《史記》無傳，只在少數列傳中有零星提及。其他的《呂氏春秋》、《韓非子》也有少量的記載。

## 出處
1. ↑  見姚宏本《戰國策》。
2. ↑  見《戰國策·中山策》〈司馬憙三相中山〉章。
3. ↑  林宏明. . 出土思想文物與文獻研究叢書（七）. 台灣古籍出版. 2003-08-01: 12–14. ISBN 978-986-7939-12-8.
4. ↑  《史記·太史公自序》：「自司馬氏去周適晉，分散……其在衛者，相中山。」《史記集解》引徐廣言：「名喜也。」
5. ↑  《戰國策·中山策》載「司馬喜三相中山」。
6. ↑  據文獻記載，司馬喜在宋国時曾受過髕刑。《史記·鄒陽列傳》：「昔者司馬喜髕脚於宋，卒相中山。」
7. ↑  《韓非子·内儲說下·說三》。
8. ↑  吳師道說為望諸君之誤，望諸君即樂池封號。此不從。
9. ↑  以上內容，依據《戰國策·中山策》〈犀首立五王〉、〈中山與燕趙為王〉二章。
10. ↑  以上內容，見《戰國策·中山策》〈司馬喜使趙〉、〈司馬喜三相中山〉、〈陰姬與江姬爭為后〉三章。
11. ↑  見《呂氏春秋·應言篇》。